# Bundesrecht bricht Landesrecht
 (mars 2018).
Si vous disposez d'ouvrages ou d'articles de référence ou si vous connaissez des sites web de qualité traitant du thème abordé ici, merci de compléter l'article en donnant les références utiles à sa vérifiabilité et en les liant à la section « Notes et références ».
Bundesrecht bricht Landesrecht (« Le droit fédéral casse le droit local ») est un principe de droit inscrit dans la Constitution allemande.
Dans le cas d’un État fédéral comme l’Allemagne, il garantit la primauté du droit fédéral sur le droit local dans le cas où ce dernier lui serait contraire. 

## Histoire
Ce principe apparaît explicitement dans la Constitution de l'Empire allemand de 1849, dite Constitution de Francfort. Il est ensuite confirmé par les constitutions suivantes : la Constitution de l'Allemagne du Nord (1867-1871), la Constitution de la Confédération germanique (1871), la Constitution bismarckienne (1871-1919) et la Constitution de Weimar (1919-1933/1945).
De nos jours, le principe est inscrit dans l'article 31 de la Loi fondamentale de la République fédérale d'Allemagne en vigueur depuis 1949.

## Exemple d’application
Dans le cas d’un land comme la Hesse, l’article 21 de la constitution de cet État prévoyait jusqu'au 21 décembre 2018 la peine de mort pour les crimes,.
La peine de mort étant abolie en Allemagne depuis 1949 par le code pénal allemand et par l’article 102 de la constitution allemande, ce principe de primauté fédérale cassait cette disposition locale et l’auteur d’un crime ne pouvait être condamné que conformément au code pénal allemand.